# خادمة القوم (مسلسل)
خادمة القوم، هو مسلسل تلفزيوني كويتي عرض في عام 2012 عن أم ناجحة تحب أولادها إلى درجة الجنون. ربتهم بطريقة تقليدية، وأنفقت الغالي والنفيس ليحوز الأولاد أعلى الشهادات ويصلوا إلى أفضل المراكز، كانت غايتها أن تبقيهم تحت جناحها لكنهم هجروها وسببوا لها الحسرة والندم.
من بطولة الفنانين هدى حسين وجاسم النبهان وإنتصار الشراح وحسن البلام وعبد الإمام عبد الله وعبير الجندي ومنى شداد وخالد البريكي ونسرين ومها محمد وحورية اليوسفي وسوسن الهارون وجاسم الأنصاري ومنى حسين وملاك وضيوف الشرف لطيفة المجرن وسعاد علي وعلي ميرزا وهبة هاشم وفوزية عزت تأليف وداد الكواري وإخراج سلطان خسروه.

## قصة المسلسل
تدور الأحداث في إطار اجتماعي حول المشاكل التي تعاني منها الأسر الثرية.

## وصلات خارجية
- صفحة المسلسل على موقع السينما
- مقدمة مسلسل خادمة القوم على يوتيوب
- جميع حلقات مسلسل خادمة القوم